# Pancasila

Escudo de Indonesia, símbolo del Pancasila

Pancasila (pronunciado en indonesio como 'panchasila') es la ideología y filosofía en la que está basado el Estado indonesio. Pancasila es una palabra compuesta que proviene de las palabras del sánscrito pañca que significa cinco, y sila que significa principio. Estos cinco principios fundamentales fueron impulsados en 1945 por el presidente Ahmed Sukarno ante la necesidad de unificar bajo un mismo Estado las diferentes culturas tras la independencia de Indonesia de los Países Bajos.

## Principios

### Creencia en un Dios Supremo
La creencia en un Dios Supremo (Ketuhanan yang Maha Esa) está representada con la estrella dorada en fondo negro al centro del escudo nacional, unifica el pensamiento de las principales religiones de Indonesia tal como lo expresa la Constitución de ese país "El Estado se basará en la creencia de un Dios Supremo".

### Sentido de la Humanidad Justa y Civilizada
El sentido de la humanidad justa y civilizada (Kemanusiaan yang Adil dan Beradab) está representado con la cadena dorada en fondo rojo a la derecha inferior del escudo nacional, basado en el respeto del ser humano y en contra de la opresión.

### Unidad de Indonesia
La unidad de Indonesia (Persatuan Indonesia) está representada por el árbol que se encuentra en el escudo nacional. Se fundamenta en que las diferencias culturales y étnicas no deberían afectar la integridad del país. Está reafirmado en la banda del escudo que tiene la leyenda Bhinneka Tunggal Ika que significa "Unidad en la Diversidad".

### Democracia guiada por la sabiduría interior y emanada de las deliberaciones entre los representantes del pueblo
La democracia guiada por la sabiduría interior y emanada de las deliberaciones entre los representantes del pueblo (Kerakyatan yang Dipimpin oleh Hikmat Kebijaksanaan dalam Permusyawaratan/Perwakilan) muestra la necesidad de que sean respetadas las decisiones del pueblo para el verdadero ejercicio de la democracia, consolidando la unidad nacional. Está representado con la figura de una cabeza de toro salvaje (Bateng) en negro y blanco sobre un fondo rojo en la parte superior izquierda del escudo.

### Justicia social para todo el pueblo de Indonesia
La justicia social para todo el pueblo de Indonesia (Keadilan Sosial bagi Seluruh Rakyat Indonesia) está enmarcada en la necesidad de bienestar general y progreso para el pueblo para la búsqueda de la mayor felicidad posible, representada con dos espigas de arroz y algodón, en el cuartel inferior izquierdo del escudo.